# John Wodehouse, I barone Wodehouse
John Wodehouse, I barone Wodehouse (4 aprile 1741 – 29 maggio 1834), è stato un nobile e politico inglese.

## Biografia
Era il figlio di Sir Armine Wodehouse, V Baronetto, e di sua moglie, Letitia Bacon.

## Carriera
Successe a suo padre nel baronetto nel 1777 e nel 1784 fu eletto alla Camera dei comuni per Norfolk, un seggio che mantenne fino al 1797 e in quell'anno fu elevato alla nobiltà come Barone Wodehouse di Kimberley, nella contea di Norfolk.
Nel 1778, Wodehouse commissionò a Capability Brown, di intraprendere una serie di miglioramenti alla sua residenza di campagna, Kimberley Hall vicino a Wymondham.

## Matrimonio
Sposò, il 30 marzo 1769, Sophia Berkeley (?-16 aprile 1825), figlia di Charles Berkeley. Ebbero sei figli:
- John Wodehouse, II barone Wodehouse (11 gennaio 1771-29 maggio 1846);
- Philip Wodehouse (16 luglio 1773-21 gennaio 1838), sposò Mary Hay Cameron, ebbero sette figli;
- Armine Wodehouse (1776-?), sposò Emily Beauchamp, non ebbero figli;
- Letitia Wodehouse, sposò in prime nozze Sir Thomas Hesilrige, non ebbero figli, e in seconde nozze Frederick Fielding, ebbero due figli;
- William Wodehouse (4 agosto 1782-3 aprile 1870), sposò Mary Hussey, ebbero due figli;
- Laura Sophia Wodehouse (13 gennaio 1801-17 febbraio 1869), sposò Raikes Currie, ebbero cinque figli.